# CV4501
CV4501 – subminiaturowa lampa elektronowa (pentoda) wielkiej częstotliwości, produkcji brytyjskiej, przeznaczona do zastosowań militarnych. Jest lampą o zwiększonej odporności na wibracje opartą na lampie EF72, przeznaczoną  dla użycia w wojskowym sprzęcie radioodbiorczym.
Posiada  szklaną  bańkę (z 8 wyprowadzeniami)  o wymiarach: 38 mm (długość bez wyprowadzeń) na   10 mm (średnica).

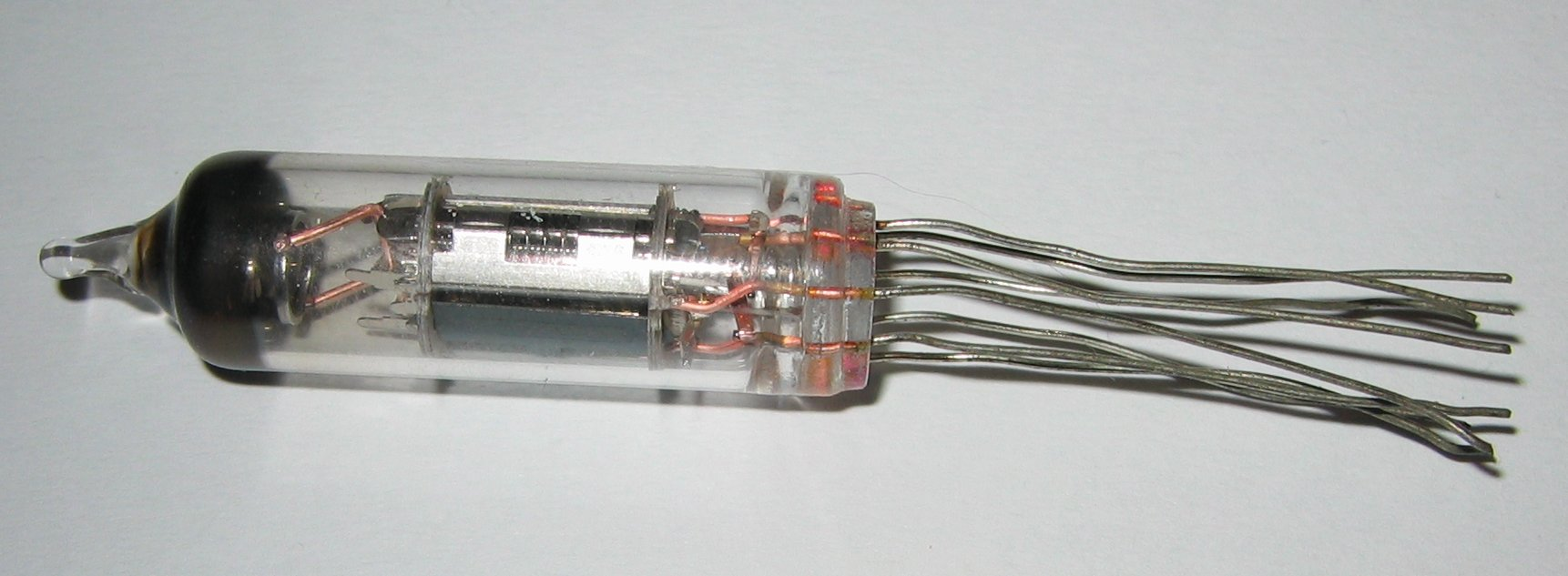
lampa CV4501

## Dane techniczne
- napięcie żarzenia - 6,3 V
- prąd żarzenia -  0,175 A
- maksymalne napięcie anodowe - 350 V
- maksymalna moc tracona na anodzie - 1 W
- maksymalny prąd katodowy  - 12 mA
- prąd anodowy - 7 mA
- nachylenie charakterystyki (Sa) - 5 mA/V
- napięcie siatki pierwszej  - (-1,4) V
- napięcie siatki drugiej - 100 V